# Ловчанско-Севлиевски отряд
Ловчанско-Севлиевски отряд е войскова част на Действуващата Руска армия в Руско-турската война (1877-1878).
Ловчанско-Севлиевският отряд е създаден след второто освобождение на Ловеч на 22 август 1877 г.. Отряда е структурна част от Южния отряд. Основните му задачи са: охрана на левия фланг на Западния отряд и десния фланг на Южния отряд и осъществява връзката между двата отряда.
Командир на отряда е генерал-лейтенант Павел Карцов. Личният състав е основно от 3-та пехотна дивизия: 3 пехотни полка, 5 батареи и 10 сотни - общо 6449 офицери и войниц. Разположени са в укрепените пунктове Ловеч и Севлиево. Действа в района Тетевен - село Торос - Ловеч. Извършва набези срещу вражеските османски сили. Участва в действията за на освобождението на Тетевен и Ябланица. По време на обсадата на Плевен е оперативно подчинен на Западния отряд. Охранява Централна Стара планина в района на Златишкия и Русалийския проходи.
От 20 декември 1878 г. е преименуван на Троянски отряд. Личния състав е от 6139 офицери и войници и 24 оръдия. Командир е генерал-лейтенант Павел Карцов. От 23 до 26 декември 1877 г. преминава при изключително трудни условия Стара планина през Троянския проход. Предизвиква паника сред османските сили в долината на река Стряма. Овладява градовете Карлово и Сопот. Усилен е с колоната на генерал-майор Дмитрий Комаровски от състава на Западния отряд. Преминава в подчинение на генерал-лейтенант Йосиф Гурко. Извършва действия в направлението Карлово - Чирпан - Хасково - Харманли - Свиленград - Одрин.